# Joan Soler i Amigó
Pour les articles homonymes, voir Soler et Amigo.
Ne doit pas être confondu avec Jean Soler.
Joan Soler i Amigó, né à Badalone, près de Barcelone, le 10 juin 1941 et mort le 1er janvier 2022 dans la même ville, est un pédagogue et écrivain catalan, spécialiste de la recherche dans la culture populaire.

## Biographie
Né dans la ville de Badalone, dans la comarque du Barcelonès, il étudie la philosophie et les lettres à l’université de Barcelone, où il obtient en 1975 une licence de pédagogie. puis il travaille comme technicien municipal d’éducation à la municipalité de Badalona.
Dans les années 1960, il publie de la poésie et écrit, adapte et traduit en catalan de nombreuses paroles de chansons.
Intéressé par la recherche autour de la culture populaire, il est le coordinateur d’une série de livres sur la connaissance d’autres cultures présentes en Catalogne, et directeur de la rédaction du Traditionari, une encyclopédie de culture populaire catalane en dix volumes, publiée par les éditions Enciclopèdia Catalana.
Tout au long de sa carrière, il prend un grand intérêt à la didactique enfantine : il a écrit plusieurs livres destinés à ce public, en collaboration avec l’illustratrice Pilarin Bayès. Il a participé en tant que scénariste à la série de dessins animés diffusée par Televisió de Catalunya (Télévision de Catalogne), l’Histoire de la Catalogne (1988-1989).
En 1979, il a reçu le prix Critica de la revue Serra d'Or pour Festes tradicionals de Catalunya (« fêtes traditionnelles de Catalogne »), et en 1982 le prix Baldiri Reixach pour Barres i onades : relats d'història de Badalona (« Barres et vagues, récits d'histoire de Badalona » Les barres et les vagues évoquent le blason de la ville). En 2006 il fut récompensé par le Prix national de la Culture populaire, décerné par la Généralité de Catalogne, pour le développement de son œuvre majeure, le Traditionari, et en reconnaissance de sa carrière.

## Œuvres
- Joan Soler i Amigó et Nadia Ghulam, Contes que em van curar, 2014.
- Joan Soler i Amigó, Joana Vidal, folklorista, Cossetània, 2010.
- Joan Soler i Amigó, El rei Jaume I el Conqueridor entre la història i la llegenda, Fare, 2008.
- Joan Soler i Amigó, Tradicionari. Enciclopèdia de la cultura popular de Catalunya, 10 volum, 2005.
- Joan Soler i Amigó, Las Chicas Del Maíz, Cáritas Españo, 2004.
- Joan Soler i Amigó, D'on vénen els nens i com se fan segons la tradició popular, 2003.
- Joan Soler i Amigó, Sant Jordi. La diada. La tradició. L'actualitat, 2000.
- Joan Soler i Amigó, Enciclopèdia de la fantasia popular catalana, 1998.
- Joan Soler i Amigó, Petita història d'Antoni Puigvert, 1996.
- Joan Soler i Amigó, Els enllocs. Els temps i els horitzons de la utopia, 1995.
- Joan Soler i Amigó, L'Orfeó Català, un cant i una senyera, 1991.
- Joan Soler i Amigó, Mitologia catalana, Barcelone, Editorial Barcanova, 1990.
- Joan Soler i Amigó, A Catalunya és festa!, 1989.
- Joan Soler i Amigó, Cuentos populares de España, 1989.
- Joan Soler i Amigó, Fiestas de los pueblos de España, 1988.
- Joan Soler i Amigó, Camí ral, 1986.
- Joan Soler i Amigó, Maig major: història de les festes de Maig a Badalona, 1985.
- Joan Soler i Amigó, Barres i onades: relats d'història de Badalona, 1982.
- Joan Soler i Amigó, Festes tradicionals de Catalunya, 1979.
- Joan Soler i Amigó, Història de Catalunya, 1978.